# 毕勒塔噶尔
毕勒塔噶尔（？—1667年），又作弼爾塔哈爾，博尔济吉特氏，清朝初年科尔沁部蒙古贵族首领，合撒儿后裔，寨桑之孙，吴克善之子，孝莊文皇后的侄子。
崇德六年（1641年）正月，清太宗第四女固倫公主雅圖许嫁毕勒塔噶尔，雅圖是毕勒塔噶尔的姑母孝莊文皇后所生。固倫公主雅圖既受聘，清太宗皇太极因为卓哩克图亲王吳克善有罪，大怒，想要絕婚。吳克善入朝服罪，于是允許毕勒塔噶尔娶公主。崇德八年（1643年），毕勒塔噶尔被賜固倫額駙儀仗。康熙五年（1666年），襲封科尔沁左翼中旗卓哩克图亲王。康熙六年（1667年），毕勒塔噶尔卒。其子鄂齐尔袭封。